# Giovanni Battista Mosto
Giovanni Battista Mosto (Udine, 1550 circa – Alba Iulia, 1596) è stato un compositore italiano.
Le notizie sulla sua vita e la sua formazione sono scarse e poco attendibili: apparteneva a una famiglia di musicisti e fu allievo di Claudio Merulo.
Fu maestro di cappella al duomo di Padova (1584-1588), e poi in Transilvania, nella città di Alba Iulia, al servizio del principe Zsigmond Báthory.
Oltre a numerose composizioni religiose, di cui però non si ha certa testimonianza, è conosciuto in particolare per la sua produzione madrigalistica (pubblicò quattro libri di madrigali e inoltre curò due antologie).

## Composizioni polifoniche vocali
- 1577 - Il primo fiore della ghirlanda musicale a 5 voci con un Dialogo a 9, di diversi eccellenti musici
- 1578 - Il primo libro de' madrigali a 5 voci con un ecco a dieci nel fine
- 1584 - Il secundo libro de' madrigali a 5 voci
- 1588 - Il terzo libro de' madrigali a 5 voci
- 1595 - Il primo libro de' madrigali a 6 voci